# Adrian Fisher
Ne doit pas être confondu avec Adrian S. Fisher.
Adrian Fisher est un concepteur de labyrinthes britannique de renommée internationale. Ses réalisations peuvent se voir aux quatre coins du monde.
Sa société, la Adrian Fisher Mazes Ltd, dont le siège est dans le Dorset (Angleterre), est citée six fois dans le livre Guinness des records.